# 笠井統太
笠井 統太（かさい とうた、1971年 - 2020年9月2日）は、日本のインテリアデザイナー。

## 略歴
東京都出身。千葉大学工学部工業意匠学科にて、空間デザインを専攻。1995年に卒業し企業・ホテルの内装デザインを行う「メックデザインインターナショナル」に就職。客船「飛鳥II」の改装に携わった事をきっかけに、その後船舶の内装デザインを数多く手掛ける。
2007年に「idealogicdesign」を設立し独立、社名は「idea」（発想）・「logic」（論理）・「design」（設計）をあわせたものとし、ターゲットに応じた発想とそれを具現化する論理を経てデザイン設計を行う自身の設計思想を反映したものとした。
2020年9月2日、小脳出血により49歳で死去。9月6日正午には笠井がインテリアを担当したシルバーティアラ・おがさわら丸・橘丸・さるびあ丸・フェリーあぜりあ・あけぼの丸・フェリーみしまが追悼の汽笛吹鳴を行った。

## 主な作品
船舶内装
- 日本郵船
  - 飛鳥（2001年改装時）[1]
  - 飛鳥II（2006年・2020年改装[2]）
  - レディクリスタル（改装時）[1]
- 川崎近海汽船
  - シルバープリンセス[3]
  - シルバーエイト[1]
  - シルバーティアラ[7]
- 東日本フェリー/津軽海峡フェリー
  - ナッチャンRera[1]
  - ナッチャンWorld[7]
  - パンスターハニー/ブルードルフィン(初代)[3]
  - ブルーマーメイド型[1]
- 東海汽船
  - さるびあ丸 (3代)[7]
  - 橘丸（3代）[3]
- その他船社
  - ニューかめりあ[1]（カメリアライン）
  - オーシャンローズ[1]（HTBクルーズ）
  - クイーンコーラルクロス（マリックスライン）[7]
  - おがさわら丸 (3代)（小笠原海運）[7]
  - フェリーたかちほ型（宮崎カーフェリー）[8]
  - あけぼの丸[1]（宇和島運輸）
  - ななしま[1]（中島汽船）

その他
- 札幌ワシントンホテル[1]
- 川崎近海汽船「シルバーフェリー」ロゴマーク[3]